# Intonacja w języku angielskim
Intonacja w języku angielskim – melodia zdań, wzorce intonacyjne i sposób artykułowania zdań w języku angielskim. Intonacja jest cechą właściwą wszystkim odmianom języka. O ile różnice między Received Pronunciation (RP) a General American są w tym względzie niewielkie, duże różnice w intonacji występują między RP a akcentem w północnych miastach angielskich.
Melodia zdania w języku angielskim zależy od tego, jaką część zdania mówiący chce zaakcentować, dlatego jedno zdanie może zostać wypowiedziane na kilka sposobów, w zależności od intencji mówiącego i od długości zdania. Nie zawsze jedno zdanie odpowiada jednemu wzorowi intonacji, może składać się z wielu fraz intonacyjnych, a ich długość i liczba wynika bardziej z logiki i intencji mówiącego, niż ze sztywnych reguł.
Istnieją dwie podstawowe melodie intonacyjne: intonacja wznosząca i opadająca. Intonacji opadającej używa się w przypadku zdań oznajmujących, a także, w przeciwieństwie do wielu języków, w tym polskiego przy zadawaniu pytań szczegółowych. Intonacja wznosząca stosowana jest przede wszystkim w pytaniach i wykrzyknieniach. Oprócz tych dwóch podstawowych typów istnieje również intonacja wznosząco-opadająca i opadająco-wznosząca, stosowana głównie w wypowiedziach emocjonalnych.
Mimo że przebieg melodii zdania zależy głównie od mówiącego, istnieje kilka reguł, którym podlega angielska intonacja, m.in. dostosowania końcowej części wypowiedzi do akcentu głównego.

## Natura angielskiej intonacji
Intonacja jest zmianą częstotliwości fizycznej wypowiedzi, która jest odbierana przez słuchacza jako melodia. Zmiany melodii w zdaniu angielskim mają następujące główne funkcje:
- sygnalizują podział wypowiedzi na zdania i frazy (oprócz intonacji podział ten sygnalizują również przerwy, końcowe wydłużenie sylab; granice intonacji zdań pokrywają się najczęściej z granicami semantycznymi;
- sygnalizują sylaby z akcentem podstawowym i pobocznym, zarówno w izolowanych zdaniach, jak i dłuższych wypowiedziach;
- kształt melodii uzyskany dzięki intonacji jest nośnikiem znaczenia: wskazuje na połączenia między poszczególnymi częściami wypowiedzi, jak również nastawienie mówiącego; szczególne znaczenie ma melodia zaczynająca się w miejscu akcentu głównego, a kończąca się na końcu frazy intonacyjnej (nuclear tone).

Intonacja języka angielskiego jest bogata w melodie i przy jej pomocy można wyrazić nieraz więcej niż przez treść samych wyrazów. Tak to ujął badacz angielskiej fonetyki Wiktor Jassem: Anglicy nie należą na ogół do ludzi wielosłownych. Fakt ten w pewnej mierze znajduje odbicie w tym, że zamiast szerszego objaśnienia Anglik wyraża często pewną myśl, nadając stosunkowo krótkiej wypowiedzi odpowiednią intonację. I tak wypowiedź:
może znaczyć odpowiednio:
1. Daj mi to! (zwykła prośba)

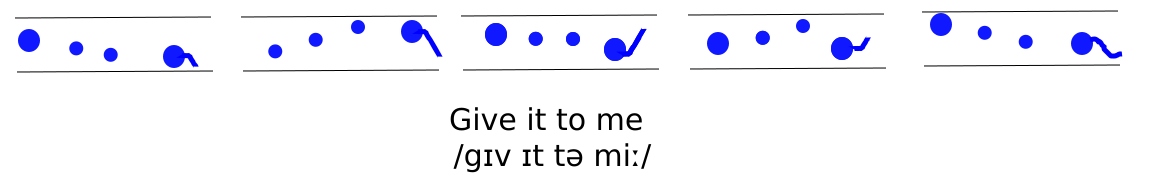

2. Więc daj to mnie (gdy rozmówca ma dylemat, komu wręczyć daną rzecz)
3. Daj to, proszę cię – jest to bardziej prośba, niż rozkaz.
4. Takiej intonacji używa się najczęściej, mówiąc do dzieci: No daj dzidzi, daj
5. To zdanie wyraża groźbę lub ostrzeżenie: Daj to lepiej mnie, bo jak nie, to...[3]

Intonacja zdań oznajmujących jest opadająca. Nieco inaczej jest w pytaniach. Intonacja wznosząca, charakterystyczna np. dla języka polskiego, jest możliwa tylko w pytaniach o rozstrzygnięcie (Yes/No questions). W przypadku pytań o uzupełnienie, zwanych również szczegółowymi lub Wh- questions, intonacja opada:

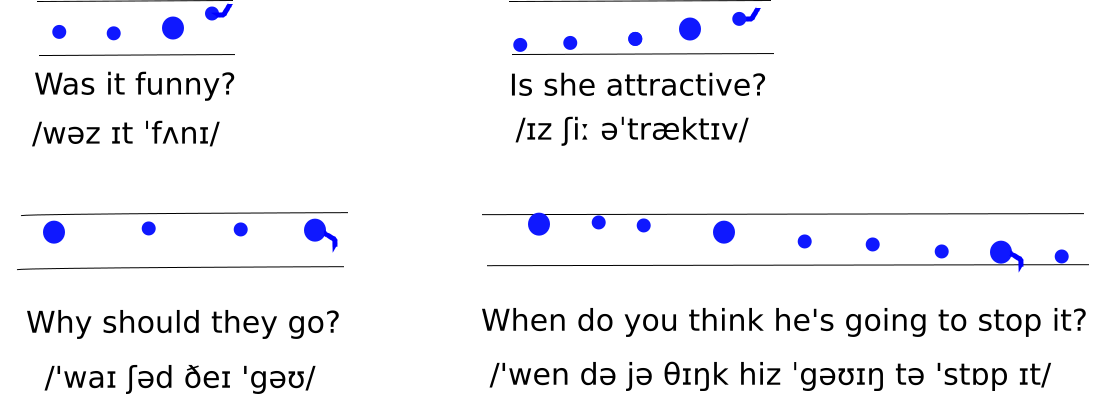

## Akcent podstawowy i poboczny
Wymowa pojedynczych słów i dłuższych fraz intonacyjnych jest oparta na obowiązkowym akcencie podstawowym (primary accent) i fakultatywnym akcencie pobocznym (secondary accent). Oto cechy akcentu głównego:

### Zmiana melodii
Podstawową cechą akcentu pierwotnego jest wysokość i zmiana melodii. I tak znaczenie słów lub dłuższych fraz zależy od akcentu podstawowego. W przypadku słowa insult wypowiedzianego z intonacją wysoką opadającą, akcent główny wygląda następująco:

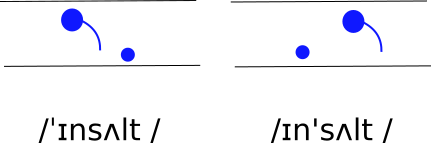

Ostatni akcent słowa lub frazy intonacyjnej wyróżnia się swoją wybitnością i dlatego określa się go jako akcent podstawowy. Akcenty poprzedzające akcent główny są mniej wybitne, stąd nazwane akcentami pobocznymi. W słowie examination akcent podstawowy pada na -na-, niezależnie od melodii, jaką przyjmuje cały wyraz:

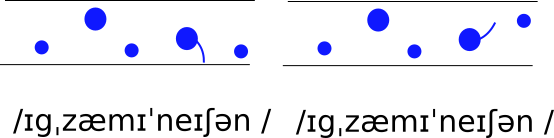

### Głośność
Zwykle przyjmuje się, że sylaby akcentowane są wymawiane głośniej niż nieakcentowane i jest tak w większości przypadków. Głośniejsze są dźwięki dźwięczne, przy których amplituda wibracji jest większa, jak również rezonans w nagłośni. Słuchacz odbiera głośność jako większy wysiłek wydechowy ze strony mówiącego, jak również większą energię mięśni biorących udział w artykulacji; głośność sama w sobie nie jest niezawodną jakością przy lokalizacji akcentu w języku angielskim. Przy monotonnym sposobie mówienia trudno jest odczuć zmianę głośności w akcencie głównym.

### Liczba i jakość
Podczas gdy akcent jest osiągany przez zmianą melodii zdania lub frazy, którym czasem towarzyszy dodatkowa głośność, w przypadku sylab nieakcentowanych niektóre z nich będą bardziej dobitne, jest związane z liczbą i jakością samogłosek w centrum nieakcentowanych sylab. Samogłoski długie i dyftongi są zwykle bardziej dobitne niż samogłoski krótkie; wśród samogłosek naturalnie krótkich, takich jak /ʊ/, /ɪ/, /ə/ najkrótsze są samogłoski zredukowane. Sylabiczne półsamogłoski, takie jak /l/, /m/, /n/, /ŋ/ są równe pod względem jakości z samogłoskami zredukowanymi. Samogłoski zredukowane pojawiają się o wiele częściej w sylabach nieakcentowanych niż akcentowanych. Jeśli chodzi o długość samogłosek, samogłoska długa w sylabie nieakcentowanej jest czasami dłuższa niż samogłoska akcentowana, np. pillow /ˈpɪləʊ/.

### Rodzaje wybitności samogłosek
W związku z powyższymi cechami, w języku angielskim są cztery stopnie wybitności samogłosek:
- akcent podstawowy, będący najbardziej wybitny w wyrazie bądź frazie intonacyjnej;
- akcent poboczny w pozycjach początkowych lub środkowych wypowiedzi;
- wybitność samogłoski długiej bez zmiany melodii intonacyjnej;
- niewybitne sylaby zawierające jedną z samogłosek nieakcentowanych.

## Budowa linii melodycznej zdania
Struktura zdania (lub każdej innej wypowiedzi) pod względem intonacyjnym jest stała i składa się z następujących elementów:
- prehead – nieakcentowane sylaby przed pierwszym akcentem;
- head – pierwszy akcent;
- body – część między pierwszym i ostatnim akcentem;
- nucleus – ostatni, główny akcent w zdaniu;
- tail – nieakcentowane sylaby do końca zdania[9].

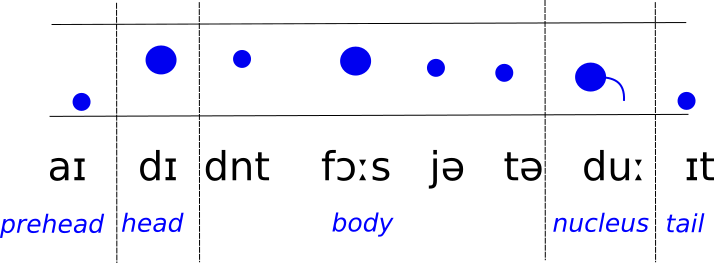

Obowiązkowa jest tylko jedna część – nucleus. Najprostsza wypowiedź składa się tylko z jądra: Yes. So? Why? Shit! Jądro zdania dźwiga na sobie zmiany tonu, która to zmiana niesie większość ładunku emocjonalnego, tym samym jest najważniejszym elementem melodii intonacyjnej zdania. W przypadku zmiany linii melodycznej podział zdania ulega przegrupowaniu:

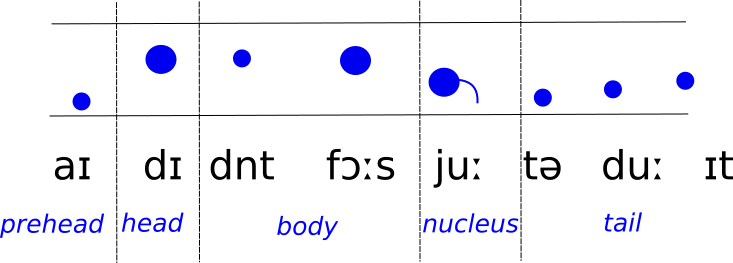

W przypadku wypowiedzi silnie emfatycznej, kiedy jądrem jest pierwsza sylaba wypowiedzi, cała reszta pełni funkcję ogona:

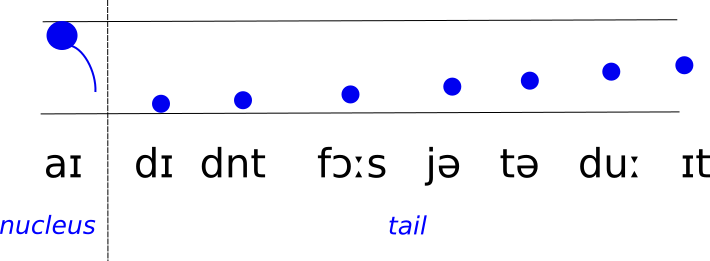

## Rodzaje melodii intonacyjnych
Ciężar ładunku informacji zawartych w melodii intonacyjnej (ang. pitch) bierze na siebie samogłoska w sylabie akcentowanej, zwana jądrem (nucleus). Rozróżnia się następujące sposoby zachowania się jądra wypowiedzi pod względem przyjmowanej melodii:
- intonacja opadająca wysoka (w dwóch odmianach, długa i krótka)
- intonacja opadająca niska
- intonacja wznosząca wysoka (w dwóch odmianach, długa i krótka)
- intonacja wznosząca niska
- intonacja wznosząco-opadająca wysoka (w dwóch odmianach, długa i krótka)
- intonacja wznosząco-opadająca niska
- intonacja opadająco-wznosząca wysoka (w dwóch odmianach, długa i krótka)
- intonacja opadająco-wznosząca niska.

Intonacja wysoka może być długa, czyli przebiegać aż do dolnych rejestrów wypowiedzi, może być również krótka, czyli zatrzymać się w środku rejestru.

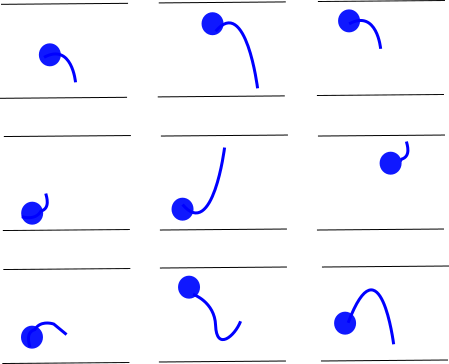

Oto melodia wypowiedzi Yes i różne jej znaczenia w zależności od rodzaju melodii intonacyjnej:
1. najbardziej naturalny, zwykłe stwierdzenie faktu bez emocji
2. wygłaszany z zaangażowaniem emocjonalnym, wyraża zdziwienie, zaskoczenie, irytację
3. rutynowe, niezaangażowane
4. zależy od wyrazu twarzy przy wypowiadaniu, jeśli twarz jest pogodna, wyraża współczucie i sympatię, jeśli wyraz twarzy jest ponury, brzmi złowieszczo
5. wyraża szok i niedowierzanie
6. zakłopotanie, lekkie zażenowanie tym, co właśnie zostało powiedziane
7. znudzenie, ironia, sarkazm
8. niepewność, zwątpienie
9. silne zaangażowanie emocjonalne, w zależności od wyrazu twarzy może być to zachwyt, wyzwanie, samozadowolenie

## Intonacja opadająca
Intonacja opadająca wysoka (high fall) wskazuje na zakończenie: mówiący dostarczył wiadomość i nie ma nic więcej do dodania. Nic innego nie kryje się za tym komunikatem, mówiący nie ma zamiaru kontynuować ani nie oczekuje na żadna odpowiedź. Intonacja opadająca jest charakterystyczna dla zdań oznajmujących, w odpowiedzi na pytania oraz w pytaniach szczegółowych (yes-no questions), gdyż jest ukryte w nich pewne założenie: When will the concert be held? zakłada, że koncert się odbędzie. Intonacja opadająca będzie użyta w poleceniach, jeśli mówiący przypuszcza, że słuchający wykona polecenie.
Kiedy intonacja dotyczy wyrazu jednosylabowego, melodia wypowiedzi opada gwałtownie a jej zmiana następuje w dźwięcznej części sylaby: Yes. No. Why? Kiedy wypowiedź składa się z kilku sylab, melodia sylaby akcentowanej opada wysoko, sylab następujących – nisko lub utrzymuje się na tym samym poziomie: Maybe. Yes sir. Certainly.
Sylaby przed zgłoską akcentowaną wydają się być na niższym poziomie niż sylaba akcentowana, aczkolwiek nie są. Where are you going? How much is it?

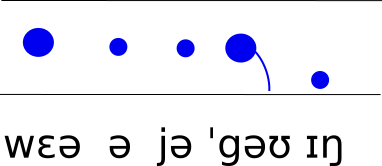

Intonacja opadająca niska (low fall) wyraża „prawie zakończenie”. Melodia ta różni się od intonacji opadającej wysokiej tym, że sugeruje ciąg dalszy. I tak słowo certainly wypowiedziane z wysokim opadaniem wskazuje brak zainteresowania ze strony mówiącego, wypowiedziane z intonacją opadającą niską daje wrażenie zniecierpliwienia lub brak troski.

### Budowa frazy z intonacją opadającą
Opadanie (falling glide) może rozpoczynać się w najwyższej pozycji melodii zdania i spadać aż do najniższego, jest to intonacja wysoka opadająca (high fall), może również rozpoczynać się w środku melodii i opadać do najniższej pozycji (low fall). Jeśli przed akcentem głównym znajdują się samogłoski, intonacja wysoka opadająca będzie wymagała podwyższenia tonu, a niska opadająca – jego obniżenia. Opadanie jest najlepiej słyszalne, jeśli samogłoska jest długa, jądrem jest dyftong, lub po samogłosce następuje dźwięczna spółgłoska, np. /m/, /n/, /l/, /z/:

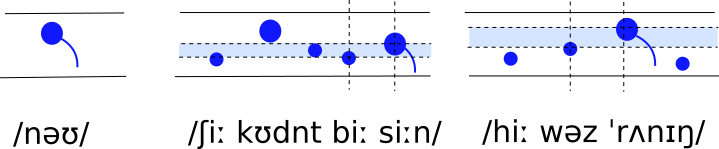

Kiedy spadek tonu występuje w sylabie zawierającej krótką samogłoskę, po której następuje spółgłoska bezdźwięczna, spadek jest tak gwałtowny, że nie jest łatwo rozróżnialny i może być postrzegany jako obniżenie melodii:

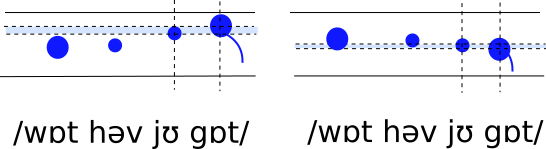

Jeśli po jądrze następują samogłoski, tzw. ogon, spadek może być zwykłym kontrastem między wysokim tonem jądra a resztą samogłosek z niską melodią: 

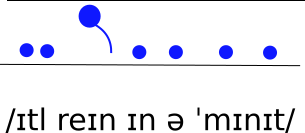

## Intonacja wznosząca
intonacja wznosząca wysoka jest przeciwieństwem intonacji opadającej wysokiej. Sugeruje, że przekaz jest niepospolity, nawet absurdalny albo zaprzecza temu, co zostało, powiedziane poprzednio. Używana jest w prośbie o powtórzenie tego, co zostało już powiedziane, ponadto jest powszechna w pytaniach o rozstrzygnięcie (yes-no questions). Takie pytanie niczego nie zakłada: Will there be a concert? nie sugeruje żadnego definitywnego rozwiązania.
Jeśli akcentowana sylaba nie jest pierwszą, podniesienie tonu zaczyna się od poziomu ostatniej nieakcentowanej sylaby. Wszystkie pozostałe sylaby kontynuują proces wznoszenia się:

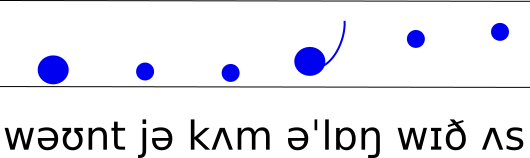

Intonacja wznosząca krótka może być prośbą o uwagę albo sygnałem, że mówiący oczekuje kontynuowania rozmowy. Słowo really? wypowiedziane z intonacją wznoszącą wysoką w odpowiedzi na pytanie, sugeruje wątpliwość albo zdziwienie w reakcji na to, co zostało powiedziane. To samo słowo wypowiedziane z intonacją wznoszącą krótką odebrane byłoby tylko jako okazanie zainteresowania.
Odmianą tej melodii jest intonacja opadająco-wznosząca; jest to albo inna metoda zadawania pytań o rozstrzygnięcie albo sygnalizowanie wyjątkowości.

### Budowa frazy z intonacją wznoszącą
Opadanie (rising glide) może rozpoczynać się w najniższej pozycji melodii zdania i podnosić się aż do najwyższego, jest to intonacja wysoka wznosząca (high rise), może również rozpoczynać się w najniższym momencie melodii i wznosić się do pozycji centralnej (low rise). Melodia wznosząca jest łatwiej dostrzegalna, kiedy jądro zawiera spółgłoskę długą, dyftong, lub też następna spółgłoska jest bezdźwięczna:

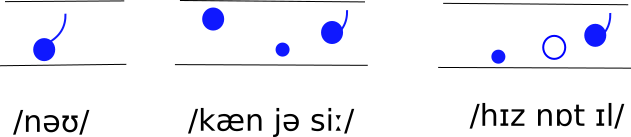

Kiedy intonacja wznosząca niska dotyczy krótkiej sylaby, musi być dopełniona bardziej gwałtownie bądź też jądro powinno znaleźć się stosunkowo wysoko w porównaniu z poprzedzającymi je sylabami:

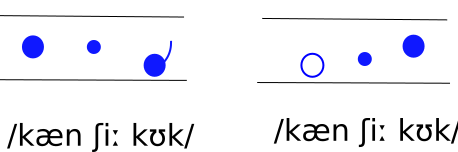

Jeśli po jądrze pojawia się ogon, wzrost jest osiągany przez obniżenie melodii w sylabie stanowiącej jądro przy wznoszącej intonacji segmentów ogona:

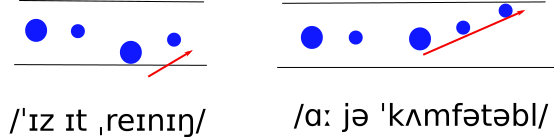

Przy długim ogonie ciąg sylab o intonacji wznoszącej może nie wznosić się konsekwentnie, a momentami utrzymywać się na jednakowym poziomie:

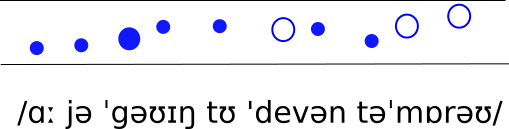

## Intonacja wznosząco-opadająca
Intonacja wznosząco-opadająca jest podkreśleniem tego samego, co wyraża intonacja opadająca wysoka.
Pytania Why don’t you, np. Why don’t you look for a job? są prawdziwymi pytaniami, jeśli zadawane są z intonacją wysoką opadającą, natomiast jeśli użyta zostanie melodia wznosząco-opadająca, wtedy jest sugestią lub propozycją.

### Budowa frazy z intonacją wznosząco-opadającą
Spadek melodii może byś wzmocniony początkowym wzrostem tonu jako jedno przejście w obrębie długiej sylaby, która na tę okoliczność może być jeszcze bardziej wydłużona:

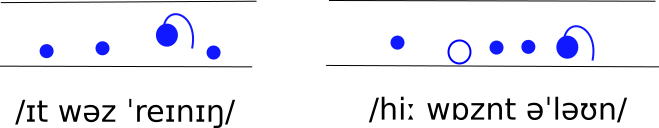

W przypadku gdy jądrem frazy intonacyjnej jest sylaba krótka, wznoszenie i spadek może odbywać się w postaci nisko wypowiedzianego jądra i spadku w ogonie frazy:

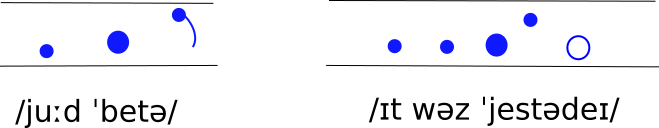

## Intonacja opadająco-wznosząca
Zarówno wznoszenie jak i opadanie może odbywać się wewnątrz jednej sylaby. padanie rozpoczyna się w środku zakresu melodii frazy intonacyjnej i kończy na podobnej wysokości co początek, z możliwymi niewielkimi odchyłami w obie strony. W przypadku krótkiej sylaby opadanie zaczyna się raptownie i może powodować zawieszenie lub załamanie się głosu:

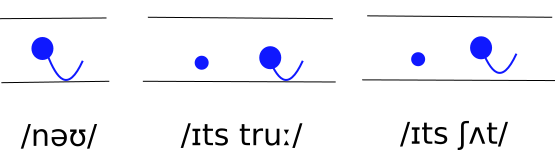

Kiedy po jądrze występują sylaby nieakcentowane, sylaba będąca jądrem jest wymawiana w intonacji opadającej, natomiast ogon jest wypowiadany z intonacją wznoszącą:

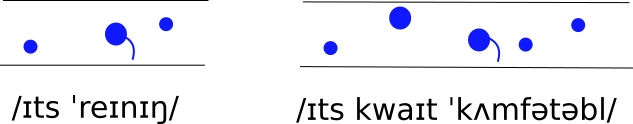

Kiedy w ogonie znajdują się niezredukowane samogłoski, samogłoska w jądrze frazy intonacyjnej opada, a wzrost zaczyna się na ostatniej sylabie zawierającej pełną samogłoskę:

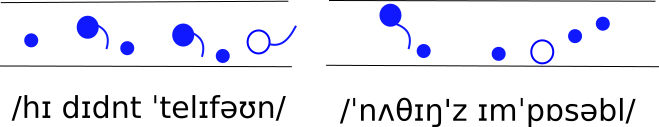

Niekiedy intonacji opadająco-wznoszącej może towarzyszyć początkowe wznoszenie tonu, dając intonację wznosząco-opadająco-wznoszącą:

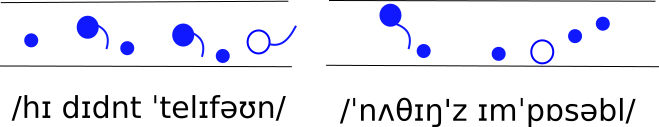

## Inne rodzaje intonacji
Oprócz dwóch podstawowych modeli intonacyjnych: wznoszącej i opadającej i dwóch kombinacji zmiany melodii frazy intonacyjnej: intonacji wznosząco-opadającej i opadająco-wznoszącej, istnieje kilka innych sposobów modulowania melodii: intonacja płaska, intonacja części przedjądrowej frazy oraz intonacja sylab nieakcentowanych.

### Intonacja płaska
Najczęstszym poziomem głosu jest poziom średni, który spotyka się zwykle we frazach niekończących zdania. Jeśli akcent pada na pojedynczą sylabę, ulega ona wydłużeniu: 

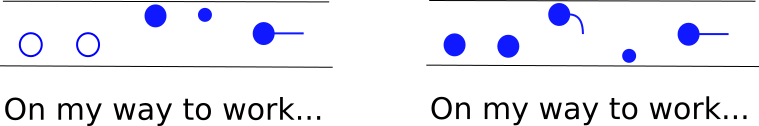

Jeśli po jądrze frazy intonacyjnej następuje ogon, sylaby nieakcentowane pozostają na tym samym poziomie:

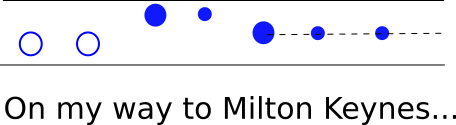

### Akcenty poboczne
Akcent poboczny pada zawsze przed jądrem frazy intonacyjnej. Zazwyczaj melodia frazy znajduje się w tym momencie w górnych rejestrach całej frazy:

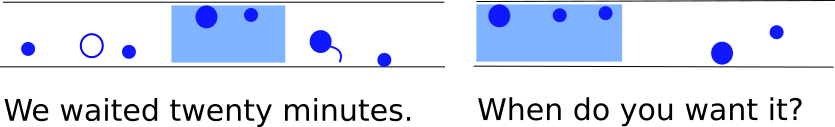

Liczba akcentów pobocznych nie jest ściśle ustalona i zależy od mówiącego. Jeśli akcentów pobocznych jest więcej:

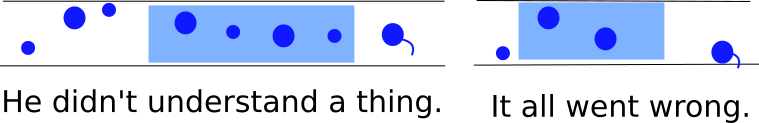

Inną możliwością jest wypowiedzenie sylab przed jądrem na najniższym  poziomie melodii frazy intonacyjnej, przy czym sylaby nieakcentowane na początku wypowiedzi są na poziomie wysokim:

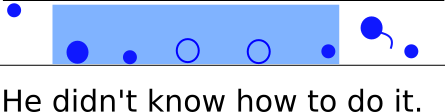

Innym powszechnym wariantem akcentu pobocznego jest użycie intonacji opadającej niskiej w każdym akcencie w miejsce równego poziomu:

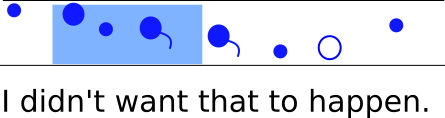

### Melodia sylab nieakcentowanych
Sylaby nieakcentowane, oprócz tego, że zwykle są wypowiadane bardzo szybko i występuje w nich redukcja samogłosek, nie mają wybitnej linii melodycznej. Zwykle występują przed pierwszą akcentowaną sylabą (niezależnie, czy jest to akcent główny czy poboczny) we frazie intonacyjnej), pomiędzy akcentami, bez względu na ich naturę, oraz po akcencie głównym.

#### W pozycji przed jądrem
Nieakcentowane sylaby występujące przed jądrem w przypadku akcentu pobocznego, są z reguły wypowiadane nisko, niezależnie od tego, czy intonacja jądra jest wznosząca czy opadająca: 

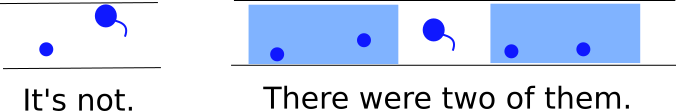

Jeśli sylaby znajdujące się przed jądrem są, przy zachowaniu ich słabej natury, wypowiedziane stosunkowo wysokim tonem, mówiący osiągnie efekt emfazy, jeśli nada im stosunkowo niską melodię, zwłaszcza, kiedy ton jądra jest niski: 

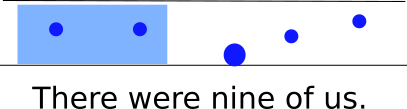

#### W pozycji po akcencie pobocznym
Sylaby nieakcentowane zwykle pozostają na tym samym poziomie melodii frazy intonacyjnej jak poprzedzające je sylaby, na które pada akcent poboczny:

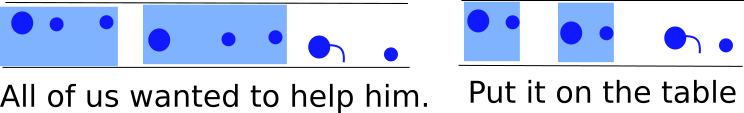

#### W pozycji po jądrze
Jeśli melodia jądra jest opadająca, poziom sylab następujących po nim (ogona) jest niski:

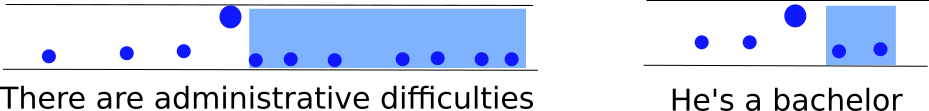

Jeśli intonacja jądra jest wznosząca, sylaby po nim następujące kontynuują wznoszenie melodii:

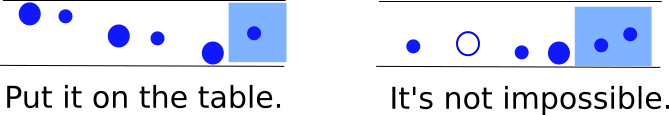

## Funkcje intonacji w języku angielskim

### Frazy intonacyjne
Frazy intonacyjne najczęściej odpowiadają logicznym częściom zdań (frazom gramatycznym) lub też całym zdaniom, mogą więc występować w zdaniu prostym jako jedna fraza, bądź występować w większej ilości w zdaniach złożonych:
- /He usually comes at nine o'clock/
- /He worked hard / and passed the exam/
- /It's disgusting / isn't it?/

Jednak frazy intonacyjne często występują z mniejszymi jednostkami semantycznymi niż zdanie. Na przykład sam podmiot może być osobną frazą intonacyjną:
- /The workers / have got a rising standard of living/
- /A lot of industry profits / go in taxation/
- A good and reliable watch / will help you keep your appointments on time/

Oddzielne frazy intonacyjne mają często okoliczniki i frazy okolicznikowe, szczególnie gdy pojawiają się na początku lub końcu zdania, np:
- /I go to Cheddar / once a week/
- /In my view / the argument should be / how to build a partnership / between various nations/
- /Seriously / it seems to me / that the whole issue / is a brazen scam/

Dzielenie zdania na frazy intonacyjne nie zawsze jest obowiązkowe, rzadkie są przypadki, kiedy podmiot zdania bądź okolicznik muszą mieć odrębną frazę intonacyjną; częściej jest to opcja, wygodna i często używana kiedy podmiot jest długi bądź mówiący chce go podkreślić jako nowy temat wypowiedzi lub gdy mówiący chce podkreślić okolicznik.
Innym powodem podziału zdania na mniejsze frazy intonacyjne jest wtrącanie zdań, łącznie z wykrzyknikami oraz konstrukcje równoległe:
- Tim / will you please stop swearing/
- Professor Black / the Head of the department / declared his protection
- Brenda / this will amaze you / I am getting married

Zdania podrzędne opisujące, które są pod względem semantycznym podobne do zdań wtrąconych, również przybierają odrębną melodię intonacyjną, podczas gdy nie dotyczy to zdań podrzędnych ograniczających:
- The accused / who was obviously upset / denied all the charges
- The man who appeared in the dock / looked really ill

Podział na frazy intonacyjne jest rzadko obowiązkowy i często używany, istnieje dość duża dowolność w jego używaniu. Krótkie zdania z reguły stanowią jedną frazę intonacyjną
- /I don't think you should/

Osobne frazy nie występują również w przypadku dopełnienia. Oprócz kryteriów ściśle gramatycznych niepoślednią rolę odgrywa długość wypowiedzi. Statystyki wykazują, że w przypadku rozmów i narracji ciągłej  tylko ok. 10 proc. fraz intonacyjnych jest dłuższych niż 8 słów. W przypadku odczytywania przygotowanych tekstów frazy intonacyjne są dłuższe i będą co najmniej częściowo wyodrębnione znakami interpunkcyjnymi.

### Akcent podstawowy a nowe informacje
Jądro intonacyjne tworzy zawsze najważniejsza sylaba, sylaba akcentowana w najważniejszym słowie frazy intonacyjnej. Ściślej, jądro zaznacza koniec wprowadzania nowej informacji. Za informację starą uważa się informację podaną w toku wcześniejszej wypowiedzi albo znaną słuchaczowi z powodu jej istnienia w jego środowisku fizycznym. Jednak istnieją sytuacje, kiedy fraza intonacyjna składa się wyłącznie z nowych informacji; często frazy takie pojawiają się znienacka lub w odpowiedzi na pytanie "co się stało?". W przypadku, gdy fraza intonacyjna zawiera wyłącznie nowe informacje, jądro znajduje się w akcentowanej sylabie ostatniego słowa (w sensie jednostki leksykalnej) niosącego coś więcej, niż tylko informację gramatyczną, tzn. rzeczownika, czasownika, przysłówka lub przymiotnika lub wyrażenia, np. wind up, child abuse:
- Sheila's had a baby
- Something happened on Monday which was absolutely unusual.
- I don't really want to reply.
- He was accused of tax fraud.

Od tej reguły ostatniej jednostki leksykalnej istnieje kilka wyjątków. Jedna grupa wyjątków dotyczy fraz intonacyjnych zawierających czasownik nieprzechodni, albo frazę czasownikową, której podmiot nie jest osobą albo też która jest w jakiś sposób związana ze znikaniem:
- That building is falling down.
- The dog barked (ale: The man swore)

Inna grupa wyjątków dotyczy pewnej grupy okoliczników w pozycji na końcu zdania. Okoliczniki modulujące całe zdanie i okoliczniki czasu zwykle nie zawierają jądra intonacyjnego:
- I go to Exeter usually.
- It wasn't a nice evening unfortunately.
- He didn't succeed however.

W niektórych przypadkach alternatywą do nieakcentowanego okolicznika na końcu zdania jest podzielenie zdania na frazy intonacyjne tak, aby okolicznik znalazł się w odrębnej frazie lub też utworzył frazę sam:
- I go to Plymouth / usually
- It wasn't a nice day / unfortunately

Jeśli okolicznik zdaniowy na końcu zdania stanowi jądro frazy intonacyjnej, pełni funkcję kontrastującą: 
- I go there, usually.